# 帕维尔·卡姆涅夫
帕维尔·伊万诺维奇·卡姆涅夫（俄语：Павел Иванович Камнев，1937年11月14日—2023年1月9日），俄罗斯火箭科学家，曾任革新家设计局总设计师。俄罗斯联邦劳动英雄。

## 生平
1937年出生于里海城市马哈奇卡拉。1961年毕业于莫斯科航空学院，曾在加里宁机器制造厂工作。1964年调入斯维尔德洛夫斯克机器制造设计局。1991年升任第一任副总设计师。1996年至2017年，任革新家设计局董事会主席兼总设计师，为俄罗斯军队设计了“口径”等新型巡航导弹。2004年获得技术科学全博士学位。2016年获得俄罗斯联邦劳动英雄荣誉称号。2017年4月受聘为母公司金刚石-安泰首席科学家。2023年1月9日在叶卡捷琳堡逝世。

## 荣誉
- 俄罗斯联邦劳动英雄（2016年4月21日）
- 四级祖国功勋勋章（2007年11月19日）
- 荣誉勋章（1981年5月26日）
- 退休劳动者奖章（1979年）
- 俄罗斯海军三百周年奖章（1996年）
- 叶卡捷琳堡荣誉市民（2016年）
- 俄罗斯联邦国家奖（1997年、2006年）